# Печатин, Илья Андреевич
Илья Андреевич Печатин (род. 15 мая 1971, Гомель, БССР) — белорусский журналист, общественный деятель. Редактор интернет-проекта «Быстрый мир», автор многочисленных рецензий в области культуры и искусства

## Биография
Илья Печатин родился 15 мая 1971 года в Гомеле. Отец — инженер по профессии, мать — экономист.
Еще в школьные годы проявил интерес к публицистическому жанру, большая часть материалов в школьной газете принадлежала ему.
В 1989 году поступил на факультет журналистики Белорусского государственного университета. Окончил факультет в 1994 году. В студенческие годы активно увлекся социологией и историей, поэтому активно писал статьи на эти темы. Позже стал рецензировать известные фильмы, театральные постановки и книги.
С 1995 по 1997 год — корреспондент газеты «Гомельские ведомости»
В 1997 — редактор журнала «Культурное обозрение». Необычный стиль изложения, актуальный и обширный выбор статей позволили стать ему лучшим изданием Беларуси в сфере культуры и искусства . Журнал «Культурное
обозрение» был по достоинству оценен международными критиками, получил несколько наград.
2003—2005 годы — совершает поездку по беднейшим регионам планеты. На основании впечатлений, пишет в американский журнал «Save the Planet» ряд публикаций, которые вызвали широкий общественный резонанс
В 2007 году Илья Печатин создает интернет-проект «Быстрый мир». В основном, на сайте можно обнаружить аналитические статьи на тему развития современного общества. Много внимания в проекте уделяется проблемам нынешней журналистики. Проект разноплановый, поэтому какой-либо замкнутости на определенной теме здесь обнаружить не удастся.
В настоящее время активно участвует в общественной жизни Беларуси и иных стран. Помогает восстанавливать исторические памятники. Также принимает участие в различных международных конференциях по охране окружающей среды.